# Caró de Cartago
Caró (en grec antic: Χάρων, Kháron, llatí: Charon), fou un historiador cartaginès que va escriure sobre tots els tirans d'Europa i Àsia i diverses biografies sobre homes i dones il·lustres. És conegut solament per l'entrada corresponent a la Suda, i Vossius l'inclou a la seva Historia Graeca.